# Thameur Mejri
Thameur Mejri est un artiste contemporain tunisien, né à Tunis en 1982.
Il obtient son diplôme aux Beaux-Arts de Tunis, où il décide ensuite d’enseigner tout en travaillant personnellement sur son art à Nabeul.
Connu à l'échelle mondiale pour ses compositions picturales denses, ses œuvres mêlent violence des représentations et couleurs vives.

## Biographie
Thameur Mejri a deux frères qui, comme lui, travaillent dans le domaine de l’art. Son ainé est cinéaste et le plus jeune de ses frères est photographe et habite à Lyon. Agé de 5 ou 6 ans, il découvre l’atelier artistique et la peinture chez son oncle. Dès lors, il commence à se passionner pour l’art et à vouloir, à l’instar de son oncle, accéder à la vocation de peintre.
Lors de ces études aux Beaux-Arts de Tunis il découvre et étudie l’art occidental. Son inspiration provient alors en partie d'artistes tels que Francis Bacon, Léonard de Vinci et Vladimir Veličković. En 2004, il commence à chercher son propre “langage esthétique” pour son art. Entre 2006 et 2008, il s’adonne au cinéma avec son frère par la réalisation de courts-métrages. Ils ont par ailleurs été primés en 2007 à Los Angeles en tant que meilleur court-métrage expérimental.

## Démarche artistique
Il brouille les frontières entre la sphère privée et publique à travers son art en utilisant à la fois représentation du corps masculin, thème de la mort et de la violence, objets et couleurs afin de confronter les valeurs individuelles et collectives plus particulièrement dans la société tunisienne. Il travaille sa réflexion autour d’une société qu’il désigne comme phallocratique, patriarcale et islamiste ainsi qu’autour de l’exercice du pouvoir politique, ses abus et ses dérives,. L’artiste tente de déconstruire les mécanismes et codes imposés par les pouvoirs politiques, sociaux, culturels et religieux.
Thameur Mejri utilise divers supports et méthodes pour ses œuvres allant de dessins, aux peintures sur toile flottantes ou tendues en passant par la peinture murale. Son art est souvent décrit comme violent, autant par la composition de ses toiles que par les représentations crues et son langage esthétique.
Dans le processus de création de ses œuvres, il débute en ajoutant de la couleur puis il alterne entre dessin et peinture, et, à l’instar d’une thérapie, sa démarche artistique lui permet aussi d’exprimer ses traumatismes personnels.

## Expositions
Thameur Mejri a participé à de nombreuses expositions de manière individuelle ou collective à l’échelle mondiale.  
- 13e Biennale du Caire, Le Caire (Égypte)
- Biennale d'art africain contemporain de Dakar, Dakar (Sénégal)
- N 'Namdi Center for Contemporary Art, Detroit (États-unis)
- New York International Independent Film and Video Festival, New York (États-unis)
- De février à juillet 2022 “Jusqu'à ce que s'effondrent mes veines (États d'urgence)”, Musée d’Art Contemporain de Lyon, Lyon (France)[1]
- Mai 2021 “States of Exception” Kamel Lazaar Foundation, Tunis (Tunisie)[4]